# وی‌اف‌دی
وی اف دی VFD (مخفف عبارت انگلیسی Volunteer Fire Department)
به معنای داوطلبان واحد آتشنشانی؛ یک گروه از مردم به ظاهر انساندوست هستند که در ماجراهای بچه‌های بدشانس تعریف می‌شوند گروه وی اف دی کدها و رموز بسیاری دارند که
هیچ کتابی به اندازه لمونی اسنیکت: زندگی‌نامه تأیید نشده از این گروه به ما سرنخ نشان نمی‌دهد.

## انشعاب: عاقبت وی‌اف‌دی
در سال‌هایی که بودلرهای یتیم هنوز به دنیا نیامده بودند و حتی پدر و مادرشان هم بچه بودن اتفاق بزرگی افتاد … گروه v.f.d گروهی بود که آتش را خاموش می‌کرد ولی با این اتفاق بزرگ _انشعاب_ به دو دسته تقسیم شد. یک گروه مانند قبل به کار خود یعنی خاموش کردن آتش ادامه می‌داد ولی گروه دیگر شروع به تبهکاری و (آتش‌افروزی) کردند. نشانهٔ عضو بودن در گروه v.f.d خالکوبی یک چشم در قوزک پای چپ بود و شعار آن در گروه خوب این شعار است：اینجا جهان آرام است و در گروه بد: پاسخ آتش با آتش است …

## کدهای رمزی
وی اف دی باید اعضای کتابخوانی باشد تا از پس رموز و کدها برآید:
روش پیغام گذاری با شعر بیان می‌کند که باید جای کلماتی را در اشعار عوض کنیم و پیغام دهیم.
روش پیغام رسانی با نمایشکه زیرکانه چیده شده‌است. در این روش قسمت‌هایی از دیالوگ موردنظر
را عوض می‌کنیم و دوستان حاضر در تماشا پیغام مورد نظر را می‌فهمند.
روش رمز سیبالدکه در نامه نگاری‌ها بکار می‌رود. با کلمه «زنگ» رمز شروع می‌شود و زیر کلمه‌ها با ۱۰ کلمه به میان خط می‌کشیم.
روش رمز گذاری با غلط املایی که از نامش معلوم است. غلط‌های املایی را با هم جمع می‌بندیم تا
به کلمه موردنظر برسیم.
روش رمزگذاری یخچالی به وسیلهٔ وسایل موجود در یخچال پیغام را می‌رسانند
روش ارسال با کیک پیغام را درون یک کیک جاسازی می‌کنند و شخص مورد نظر می‌رسانند.